# Arrondissement Thuin
Arrondissement Thuin (francouzsky: Arrondissement de Thuin; nizozemsky: Arrondissement Thuin) je jeden ze sedmi arrondissementů (okresů) v provincii Henegavsko v Belgii.
Obce politického okresu Thuin patří k soudnímu okresu Charleroi.

## Obyvatelstvo
Počet obyvatel k 1. lednu 2017 činil 151 699 obyvatel. Rozloha okresu činí 933,72 km².

## Obce
Okres Thuin sestává z těchto obcí:
- Anderlues
- Beaumont
- Binche
- Chimay
- Erquelinnes
- Estinnes
- Froidchapelle
- Ham-sur-Heure-Nalinnes
- Lobbes
- Merbes-le-Château
- Momignies
- Morlanwelz
- Sivry-Rance
- Thuin